# خسرو الخوارزمي
خسرو (توفي عام 712) كان حاكم الدولة الإفريغية في خوارزم لفترة وجيزة في عام 712. كان قريبًا وخليفة أزكاجوار الثاني.
لا يُعرف شيء عن حياة خسرو المبكرة، على الرغم من أنه ربما كان عضوًا من آل الإفريغي. في عام 712، اندلعت ثورة مناهضة للعباسيين في خوارزم، مما أدى إلى الإطاحة بالملك أزكجوار الثاني وموته، والذي وافق على أن يصبح تابعًا للعباسيين. ادعى خسرو العرش. لكن العباسيين غزوا خوارزم وخرّبوا المنطقة وقتلوا المتمردين وأحرقوا العديد من المعالم المهمة في الثقافة الخوارزمية. قُتل خسرو واستُبدل بابن أزكجوار أسكاجاموك الثاني كحاكم جديد للمملكة.